# Porsche 991
O 991 é a geração do Porsche 911 produzida de 2012 até 2019.

## História

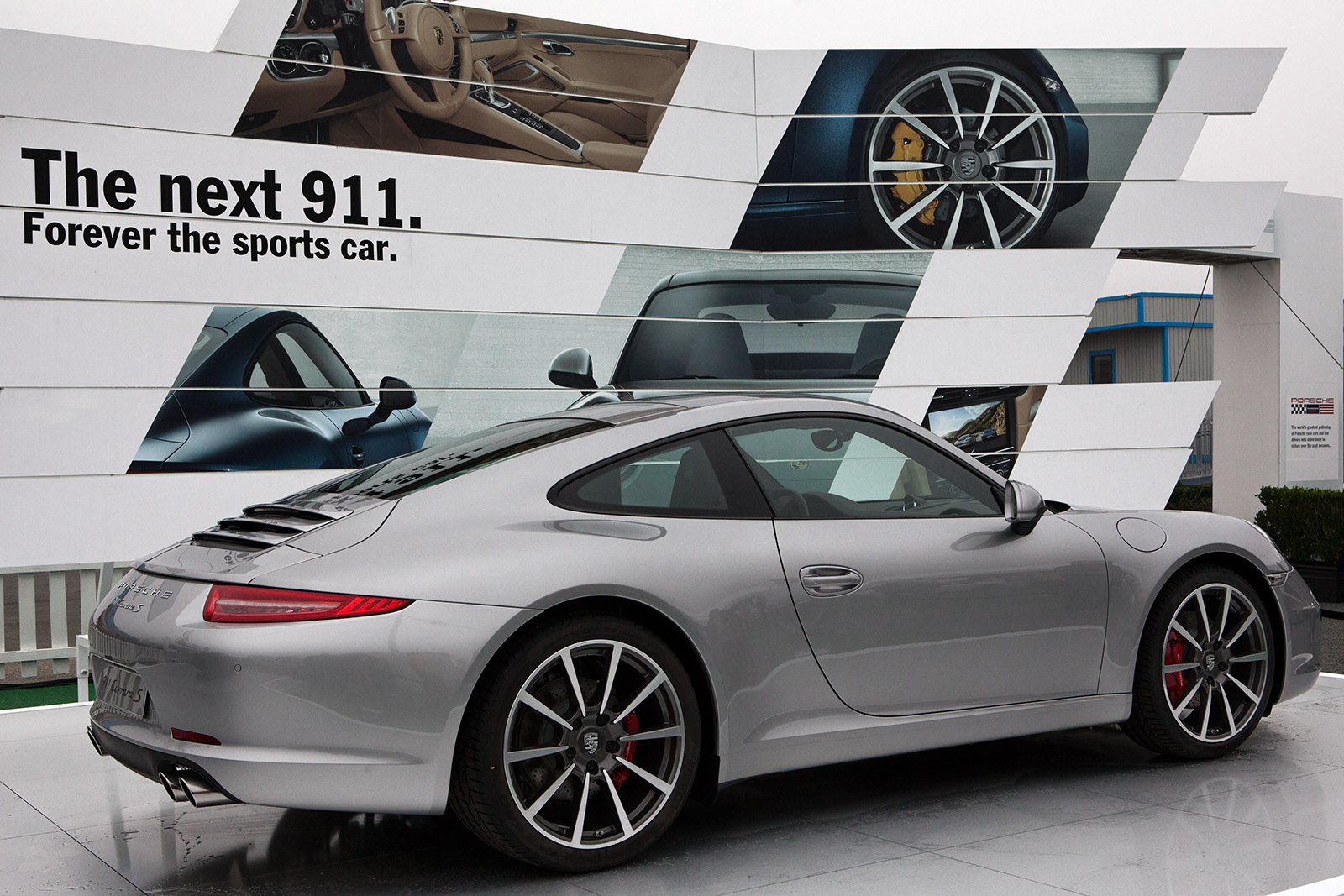
Porsche 991 Carrera S (2011)

A Série 991 foi lançada em 2011, sendo apresentada pela primeira vez no Salão do Automóvel de Frankfurt daquele ano.
O novo 911, ou série 991, deve estrear em 2011. Acredita-se que o 991 venha com um novo motor plano e traseiro de 3.8 ou 4.0-litro com seis cilindros. Também é possível que a Porsche esteja desenvolvendo uma nova transmissão sequencial de sete velocidades e embreagem dupla.
A nova carroceria poderá ser de alumínio (como no Audi A8) Outro rumor é que o 991 apresente dois radiadores montados na traseira para melhor distribuição de peso e refrigeração mais eficiente do conjunto traseiro. Além disso, espera-se que os próximos GT2 e GT3 tenham rodas de fibra de carbono como opcional (similar ao Koenigsegg CCX) para ajudar a reduzir o peso. Note-se que o 996 GT2 foi o introdutor dos discos de freios de cerâmica, hoje comuns em todo superesportivo.
Nos próximos anos vai acontecer o mesmo com as rodas de fibra de carbono. Há quem diga que alguns engenheiros da Porsche gostariam de manter o seis-cilindros plano atrás do eixo traseiro, enquanto outros querem uma plataforma com motor central para os futuros 911.